# الحسينية النظامية
الحُسينيَّة النظاميَّة أو حُسينيَّة نظامت هي حُسينيَّة كبرى في مرشد أباد في الهند. تُعتبر النظاميَّة أكبر حسينيَّة في العالم وأدرجت كإحدى أهم المعالم الثقافيَّة والوطنيَّة في الهند. شُيدت في مُنتصف القرن الثامن عشر وأضحت جوهرةً وأعجوبةً معماريَّة.

## انظُر أيضًا
- الحسينية الآصفية
- حسينية شاه النجف
- تاريخ الشيعة في شبه القارة الهندية